# Spiroplasma syrphidicola
Spiroplasma syrphidicola è una specie di batterio appartenente alla famiglia delle Spiroplasmataceae.